# アオヘルメットクラゲ
アオヘルメットクラゲ（学名：Crambionella helmbiru）は、鉢虫綱に属するクラゲの一種。

## 分布
ジャワ島中部の南岸に分布する。他の同属種の分布域はインド洋西岸、ミャンマー、アンダマン諸島で、本種の分布域とは重複していない。

## 分類
東海大学の西川淳らのチームによって発見され、2014年に記載された。タイプ標本はチラチャップ港で採集された個体である。種小名 helmbiru はインドネシア語で「青いヘルメット」を意味し、和名も同様である。

## 形態
平均して、傘径は17.7cm、傘高は8.6cm、口腕の長さは13.3cm。同属種と比べかなり大型であり、口腕は傘の大きさに比べ長い。3種類の色彩変異があり、傘の周囲に模様のない"Common type"、ロパリウムが赤褐色となる"Red Spot type"、各ラペットに斑点を持ち、それが2本の帯を形成する"Red Band type"がほぼ同数ずつ採集されている。傘は半透明の青色、口腕の先端は赤褐色となり、同属種の茶色や赤系統の体色と比べて独特である。

## 利用
現地の漁業者により、1989年以前から本種を対象とした漁業が行われていたと見られる。漁期は8-11月で、日に20-80t程度が採取される。得られたクラゲはミョウバン・塩・次亜塩素酸カルシウムなどを用いて処理され、食用として出荷される。